# Kothlis
A Kothlis a Csillagok háborúja elképzelt univerzumának egyik bolygója.

## Leírása
A Kothlis bolygó a Középső Peremben levő Bothai szektorban található. A Kothlis rendszerben levő bolygó a Manda útvonal (Manda Merchant Route) közelében helyezkedik el. Csillagától, a Koth'lartól számolva a negyedik bolygó, körülötte 3 hold kering. Forgási ideje 22 óra, keringési ideje 408 nap. Légköre lélegezhető, forró és nedves. A Kothlis a bothaiak által kolonizált egyik világ. A bolygó felszínét óceánok, trópusi szigetek, füves puszták, erdők, hegyek és városok tarkítják. A legfőbb látnivalók: a Sesseranda-óceán, a Ragnook-hegység és az Arblis erdő, ahol myntorokra lehet vadászni. A 807 millió fős lakosság főleg bothaiakból és emberekből áll, de más fajok is megtalálhatók itt. Kothlis fővárosa Tal'cara, más jelentősebb város Kla'taal. Legfőbb árucikke a technológia, emiatt hatalmas mennyiségű nyersanyagot szállítanak a bolygóra. A bothawui származású radark nevű, kígyószerű, kártevő élőlényt akaratlanul betelepítették erre a bolygóra.

## Történelme
Kothlis a történelme során tagja volt a Galaktikus Köztársaságnak, a Galaktikus Birodalomnak és az Új Köztársaságnak is, valamint egyéb rövidebb életű szövetségeknek is. A Yuuzhan Vongok is megszállták ezt a bolygót.